# سیارک ۱۷۷۶۵۹
سیارک ۱۷۷۶۵۹ (به انگلیسی: 177659 Paolacel، نامگذاری:2005CE77)۱۷۷۶۵۹مین سیارک کشف شده‌است که در ۰۹ فوریه ۲۰۰۵ کشف شد.